# Stephanie Louwrier
Stephanie Louwrier (Leiderdorp, 18 september 1986) is een Nederlandse actrice, zangeres en theatermaakster.
Louwrier werd geboren in Leiderdorp als dochter van een Chileense moeder en een Hollandse zeeman. Nadat ze was opgegroeid in Amersfoort, studeerde zij aan de performersopleiding van Toneelacademie Maastricht. Haar afstudeerproject in 2010 bestond uit de solovoorstelling Pauvre Lola. Bij theaterfestival De Parade trad ze op als cabaretier. Het etiket cabaret wekte echter niet-passende verwachtingen. Haar voorstelling Revolutie van de mislukking werd daarom omschreven als een mix van theater met televisie of film, een combinatie van rap met ballads en standup-comedy met poëzie. Ook was ze te zien op het Oerolfestival en in de korte historische installatie' van Museum Flehite in Amersfoort.
Ze presenteerde televisieprogramma's voor BNN, TMF en de VPRO. Op het door de NPO uitgezonden ZomerFestival deed Louwrier met Eva Cleven en rapper Donnie de presentatie.
Louwrier treedt op met eigen muziek die ze omschrijft als Nederlandstalige hardcore hiphop met sexy beats en absurde teksten.

## Filmografie

### Film
- 2017: Bella Donna's, als Bianca
- 2023: Gewoon mens, als Media
- 2023: Hallelujah Amsterdam!, als Sammie
- 2023: Dit is geen kerstfilm, als Robin

### Televisie
- 2006: Vrienden zonder grenzen, als Tuana
- 2012: De Meisjes van Thijs, als Sofia
- 2013: Dokters, als Dr. Roos van Zanten
- 2019-2020: Klikbeet, als verschillende personages
- 2020: Opslaan als de serie
- 2021-2023: Goede tijden, slechte tijden, als Ellis Boekhorst
- 2021-2022: Herres, als juf Noorland
- 2021: De regels van Floor, als vriendin van de juf
- 2021: Yentl en de Boer de Serie, als productiemeisje
- 2023-heden: Speculasies, als Yvonne Kletsmeijer
- 2024: BODEM, als Aisha
- 2024: De pudding club, als Veer

## Voorstellingen
- Let's get louder (2025)
- Festen -  met onder meer Viggo Waas en Peter Heerschop. (2022)
- Show must go on - over de schemerzone van alcoholisme (2021-22)[4]
- Sssst, 't is maar een peepshow... - tragikomedie met Wart Kamps (2020)
- De Verleiders Female - met Susan Visser, Jelka van Houten, Gusta Geleijnse en Eva Marie de Waal. (2019)
- Revolutie van de mislukking (2017-2018)[5]
- The Last Christmas - met Eva Crutzen, Yentl & De Boer en Yvonne van den Eerenbeemt (2018)[6]
- Noir (2018)
- Close to you -The Carpenters in therapie live! - met Lowie van Oers & Wart Kamps (2018) [7]
- Club Misfit (2015)
- Who run the world - met Daria Bukvić (2014)
- Tango Fight Show (2013)
- Amazing Grace (2012)
- ZELF WETEN (2022-2024) - theatervoorstelling van Marie Lotte Hagen en Nydia Voorthuizen van de podcast DAMN, HONEY, onder andere in De Kleine Komedie in Amsterdam en de schouwburg van Amstelveen, met regie en enscenering door  Louwrier.[8][9][10]